# Sułkowice (województwo świętokrzyskie)
Sułkowice – wieś w Polsce położona w województwie świętokrzyskim, w powiecie buskim, w gminie Solec-Zdrój.
| SIMC    | Nazwa         | Rodzaj    |
| ------- | ------------- | --------- |
| 0271070 | Błonie        | część wsi |
| 0271087 | Jagodnica     | część wsi |
| 0271093 | Kamienna Góra | część wsi |
| 0271101 | Podedwór      | część wsi |
| 0271319 | Przymiarek    | część wsi |
| 0271124 | Stara Wieś    | część wsi |

W latach 1975–1998 miejscowość położona była w województwie kieleckim.
Przez wieś przechodzi  czerwony szlak turystyczny z Buska-Zdroju do miejscowości Solec-Zdrój.